# Olympische Sommerspiele 1952/Fußball – Halbfinale
Spiele des Halbfinals des olympischen Fußballturniers 1952.

Die Gewinner qualifizierten sich für das Finale, die Verlierer spielten um die Bronzemedaille.

Im Falle eines Unentschiedens nach Verlängerung wurde ein Wiederholungsspiel durchgeführt.

## Ungarn – Schweden 6:0 (3:0)
| Ungarn                                                  | Ungarn | Schweden | Schweden |
| ------------------------------------------------------- | --- | --- | -------- |
| Ungarn                                                  | \| 28. Juli 1952 um 19:00 Uhr in Helsinki (Olympiastadion) \| \| Zuschauer: 30.471 \| \| Schiedsrichter: William Ling ( Vereinigtes Königreich) \|                                                 | \| 28. Juli 1952 um 19:00 Uhr in Helsinki (Olympiastadion) \| \| Zuschauer: 30.471 \| \| Schiedsrichter: William Ling ( Vereinigtes Königreich) \|                                                  | Schweden |
| Ungarn                                                  | Gyula Grosics – Jenő Buzánszky, Mihály Lantos – József Zakariás, Gyula Lóránt, József Bozsik – Nándor Hidegkuti, Sándor Kocsis, Zoltán Czibor, Ferenc Puskás, Péter Palotás Trainer: Gusztáv Sebes | Kalle Svensson – Lennart Samuelsson, Erik Nilsson – Holger Hansson, Bengt Gustavsson, Gösta Lindh – Sylve Bengtsson, Gösta Löfgren, Ingvar Rydell, Yngve Brodd, Gösta Sandberg Trainer: Rudolf Kock | Schweden |
| Ungarn                                                  | 1:0 Puskas (1.) 2:0 Palotás (16.) 3:0 Lindh (36., Eigentor) 4:0 Kocsis (65.) 5:0 Hidegkuti (67.) 6:0 Kocsis (69.)                                                                                  | | Schweden |
| 28. Juli 1952 um 19:00 Uhr in Helsinki (Olympiastadion) | | |          |
| Zuschauer: 30.471                                       | | |          |
| Schiedsrichter: William Ling ( Vereinigtes Königreich)  | | |          |

## Jugoslawien – Deutschland 3:1 (3:1)
| Jugoslawien                                             | Jugoslawien | Deutschland | Deutschland |
| ------------------------------------------------------- | --- | --- | ----------- |
| Jugoslawien                                             | \| 29. Juli 1952 um 19:00 Uhr in Helsinki (Olympiastadion) \| \| Zuschauer: 25.821 \| \| Schiedsrichter: Wolf Karni ( Finnland) \|                                                                             | \| 29. Juli 1952 um 19:00 Uhr in Helsinki (Olympiastadion) \| \| Zuschauer: 25.821 \| \| Schiedsrichter: Wolf Karni ( Finnland) \|                                                                           | Deutschland |
| Jugoslawien                                             | Vladimir Beara – Tomislav Crnković, Branko Stanković – Zlatko Čajkovski, Ivica Horvat, Vujadin Boškov – Tihomir Ognjanov, Rajko Mitić, Bernard Vukas, Stjepan Bobek, Branko Zebec Trainer: Milorad Arsenijević | Rudolf Schönbeck – Hans Eberle, Kurt Sommerlatt – Erich Gleixner, Herbert Jäger, Matthias Mauritz – Johann Zeitler, Georg Stollenwerk, Willi Schröder, Herbert Schäfer, Kurt Ehrmann Trainer: Sepp Herberger | Deutschland |
| Jugoslawien                                             | 1:0 Mitić (3.) 2:1 Mitić (24.) 3:1 Čajkovski (30.) | 1:1 Stollenwerk (12.) | Deutschland |
| 29. Juli 1952 um 19:00 Uhr in Helsinki (Olympiastadion) | | |             |
| Zuschauer: 25.821                                       | | |             |
| Schiedsrichter: Wolf Karni ( Finnland)                  | | |             |